# Борова (Ново Горажде)
Борова је насељено мјесто у општини Ново Горажде, Република Српска, БиХ.

## Становништво
| Демографија | Демографија | Демографија |
| Година      | Становника  | Становника  |
| ----------- | ----------- | ----------- |
| 1971.       | 125         |             |
| 1981.       | 53          |             |
| 1991.       | 31          |             |